# Hexatoma austera
Hexatoma austera är en tvåvingeart som först beskrevs av Doane 1900.  Hexatoma austera ingår i släktet Hexatoma och familjen småharkrankar. Inga underarter finns listade i Catalogue of Life.